# Joan Josep Omella
Joan Josep Omella i Omella (aussi Juan José), né le 21 avril 1946 à Cretas, est un prélat catholique espagnol, archevêque de Barcelone depuis 2016 et cardinal de l'Église catholique depuis le 28 juin 2017.

## Biographie
Juan José Omella est né dans le village de Cretas dans la province de Teruel, en Aragon, où on parle à la fois le castillan et le catalan. L'une de ses sœurs y vit toujours, tandis que l'autre est décédée très jeune.
Il fait successivement des études de philosophie et de théologie au séminaire de Saragosse et au centre de formation des Pères blancs à Louvain et à Jérusalem. Il est ordonné prêtre le 20 septembre 1970. Dans son ministère sacerdotal, il a travaillé comme coadjuteur et pasteur, et entre 1990 et 1996 comme vicaire épiscopal dans le diocèse de Saragosse. Pendant un an, il a été missionnaire au Zaïre.
Le 6 novembre 2014, le pape François le nomme membre de la Congrégation pour les évêques, puis un an plus tard, le 6 novembre 2015, il le nomme archevêque de Barcelone pour remplacer le cardinal Lluís Martínez i Sistach, démissionnaire pour raison d'âge.
Le 21 mai 2017, François annonce au cours du Regina Cœli sa création comme cardinal de l’Église catholique avec quatre autres prélats, au cours du consistoire du 28 juin suivant à Rome,,. Il reçoit alors le titre de Sainte-Croix-de-Jérusalem dont il prend possession le 21 janvier suivant